# Condado de Darke

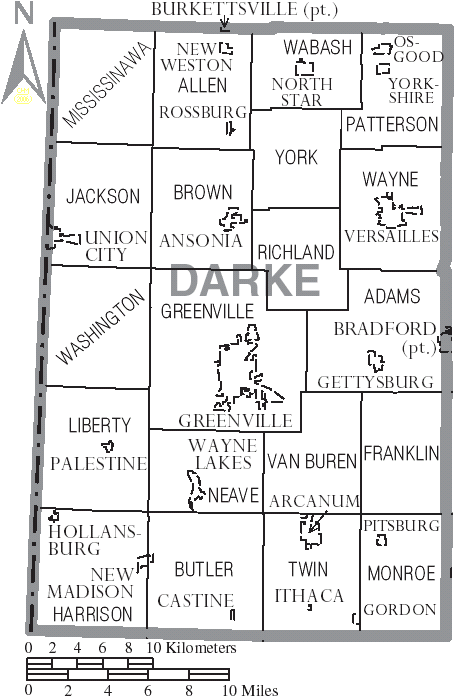
Mapa do condado

O Condado de Darke é um dos 88 condados do Estado americano de Ohio. A sede do condado é Greenville, e sua maior cidade é Greenville. O condado possui uma área de 1 555 km² (dos quais 1 km² estão cobertos por água), uma população de 53 309 habitantes, e uma densidade populacional de 34 hab/km² (segundo o censo nacional de 2000). O condado foi fundado em 1816.